# عبده حکمی
عبده حکمی (انگلیسی: Abdoh Hakami؛ زادهٔ ۱۴ ژوئن ۱۹۸۳) یک ورزشکار اهل عربستان سعودی است.
از باشگاه‌هایی که در آن بازی کرده‌است می‌توان به باشگاه فوتبال القادسیه عربستان سعودی، باشگاه فوتبال الاتحاد، باشگاه فوتبال التعاون عربستان سعودی، و باشگاه فوتبال الرائد عربستان سعودی، باشگاه فوتبال هجر عربستان سعودی، باشگاه فوتبال التعاون عربستان سعودی، و باشگاه فوتبال الاتفاق عربستان سعودی اشاره کرد.
وی همچنین در تیم ملی فوتبال Saudi Arabia U23 بازی کرده است.